# Новоукраїнка (Казахстан)
Новоукраї́нка (каз. Новоукраинка) — село у складі Айиртауського району Північноказахстанської області Казахстану. Входить до складу Володарського сільського округу, раніше входило до складу ліквідованого Жетикольського сільського округу.
Населення — 858 осіб (2021; 1071 у 2009, 1718 у 1999, 3677 у 1989).
Національний склад станом на 1989 рік:
- росіяни — 69 %.